# Термоізоплета
Термоізоплета (рос. термоизоплета, англ. thermo-isopleth, нім. Thermo-Isoplethe f) — лінія рівної величини температури на графіці, координатами якого служать дві інші величини, напр., глибина (висота), час. Відображає залежність між змінними величинами, напр., температура ґрунту за будь-який відрізок часу на тій чи іншій глибині.